# TEE Roland II
Le TEE Roland II était un train reliant Brême à Stuttgart. Exploité par la Deutsche Bundesbahn, le TEE Roland II était un Trans-Europ-Express (donc uniquement en première classe) jusqu'à la fin du service d'hiver le 30 mai 1980 puisqu'il cessait définitivement de circuler.
Il tient son nom de chevalier Roland, neveu de Charlemagne, mort à Roncevaux en 778.

## Parcours et arrêts[1]
- 27 mai 1979 Bremen, Hannover, Göttingen, Fulda, Frankfurt, Mannheim, Heidelberg, Stuttgart. Ne circule pas les samedis et dimanches ainsi que les jours de fêtes.
- 1er juin 1980 TEE supprimé

## Numérotation[1]
- 27 mai 1979 TEE 91-90

## Matériel et composition[1]
- 27 mai 1979 Voitures TEE de la DB, 1 jeu comprenant : 4 Av, 1 Ap, 1 Ar.
- 30 septembre 1979 Voitures TEE de la DB, 1 jeu comprenant : 1 Av, 1 Ap, 1 Ar.
- Restauration assurée par la DSG.